# （笑）
（笑）（わらい、しょう、わら、かっこ わらい、かっこ しょう、かっこ わら）は、
発言記録などにおいて、発言者や聴衆が笑ったことを描写する記号、表現技法。発言記録以外の文章で、その文章の筆者が笑っていることを示す際にも用いられる。相手からは不快と思われることもある。

## 起源
「（笑）」という表現は、古く第二次世界大戦前から用いられる。元々、議会や裁判所などにおける速記録で、発言の状況を描写する際に用いられたものと考えられるが、現在のところ理由を示す書籍や証言は得られていない。
帝国議会の議事録にも、「（「謹聽々々」と呼ぶ者あり）」「（拍手）」「（笑聲）」など、様々な議場の様子を描写する記述が見られる。

## 使用例

### 雑誌
その後、文芸雑誌の座談会記事やインタビュー記事で、「（一同笑う）」「（一同うなずく）」など、同席者や発言者の様子や仕草を説明する際に使われた。
さらに、座談やインタビューでない一般の文章でも、主としてサブカルチャー系雑誌で文末に書くモノローグ的な用法が見られた。
なお対談や座談会の表記で使う「（笑）」を一人称の文体で最初に使用したと公言している人物に山崎春美（伝説的自販機本『Jam』『HEAVEN』編集者）がいる。
また、戯曲や放送台本でも「ここで笑い声を」といった指定をするためのト書き（脚本）として使われた。

### インターネット
英語圏ではLOL, lol（Laughing out loud 大笑い、ROFLMAO ケツがもげるほど笑い転げる） 、フランス語圏ではMDR （Mort de rire、笑い死に）と表現される。
他にも、韓国では「ㅋㅋ」、中国語圏では、中国のBBSの「猫扑」から広まった「233」が使われている。また、ACG界隈では日本と同じように後述の「w」が使われる場合がある。
日本語のネットカルチャーでは、日本では1986年にパソコン通信のPC-VANがスタート、この中のSIG「JLIVE ライブ・スペース」において、このSIGの常連だった、ハンドルネーム「ケイプロクシマ」なる人物が、「今日、道でこけたよ(笑)」のような、軽い自虐の意味で使い始め、さらにこれを略して、「今日、道でこけたよ　わら」のように表現し始めた。そして、やがて、「わら」がローマ字入力の「w」に、また、自虐から哄笑のニュアンスにかわり、「今日、道でこけた奴を見たよw」のように使われて今日に至っている。「w」は多数連なって使用されることが多い。
2ちゃんねるなどのインターネット掲示板においては、「ワロタ」「ワロス」「w」（『ワライ』のローマ字表記『warai』の頭文字に起因する）、2016年あたりから「草」（『w』が笑いの度合いによって多数連なると、草が生えているように見えることから。草生えると形容することもある）などと表記される場合もある。1997年のオンラインゲーム『Diablo』から生まれたもので、ローマ字でしか会話をすることができなかったプレイヤーが、「（笑）」を「(warai」から「(w」に省略し、さらに「w」にまで省略されたとされる。
2016年頃からは、2ちゃんねるやニコニコ動画などを起点として、若者の間でインターネットスラングで笑いを意味した「w」の文字の形から「草生える」という表現が使われていることが広く認知され、それを省略した「草」は一般化した表現になっている。「（笑）」や「w」と比べて、「草」は文字だけでなく口頭でも使える特徴があり、笑えないことを「草も生えない」という表現法もある。
2017年に女性ファッション誌『CanCam』が10 - 30代の女性を対象に行ったアンケート調査では、（笑）よりも括弧のない笑を使うという回答が最も多かった。

### その他
- 歌人の枡野浩一は、「カッコして笑いと書いてマルを打つだけですべてが冗談みたい（笑）。 」という短歌を発表している。
- ガンバレ乙女（笑） - 日本のアイドルグループ、アイドリング!!!の2007年の楽曲。
- つま先立ちで（笑） - 槇原敬之の楽曲。2008年のアルバム『Personal Soundtracks』収録。